# Vladimir Rott
Vladimir Rott (Babrujszk, 1935. május 24.–) kanadai mérnök és író. 1935-ben született a Szovjetunióban emigráns magyar zsidó családban. 1974-ben disszidált Kanadába, ahol felvette az állampolgárságot, és mérnöki képesítést szerzett. Életének későbbi szakaszában önéletrajzi ihletésű műveket írt, valamint filantróp módon segítette a szocialista rendszer áldozatait.

## Élete
1935-ben született Fehéroroszországban, Babrujszkban. Szülei a gazdasági válság miatt emigrált magyar zsidók voltak: apja a miskolci Róth Ferenc erdőmérnök, anyja a garadnai Spielberger Regina. Három éves volt amikor apját a sztálini nagy tisztogatás idején az állam ellenségévé nyilvánították és letartóztatták, ezért a retorziók elkerülése érdekében a családja felvette a szovjet állampolgárságot. 1941-ben a bevonuló német csapatok a fehérorosz zsidók számára tragikus fordulatot tartogattak: mindannyiukat kitelepítették, majd szisztematikusan kivégezték őket. A Róth család csak magyar származásának köszönhette, hogy megmenekültek. Vladimirnek már gyerekkorától kezdve segítenie kellett eltartania a családot, így különféle munkákat vállalt, és segített különféle tárgyak megjavításában. Egy testvére volt, bátyja, József, aki még Magyarországon született. A család 1950-ben kapott arról értesítést, hogy Ferenc, akinek bár hivatalosan letelt a kényszermunka-büntetése, de mégis Szibériában tartották, halálra fagyott, miután erdei munkavégzés közben nyoma veszett.
1954-ben a család Tomszkba költözött. Vladimir kijárta a helyi Politechnikai Egyetemet, és elektromérnöki képesítést szerzett. Az egyetemi zenekarban, ahol hegedűn játszott, ismerte meg Ija Jaroszlavszkaját, későbbi feleségét. Tomszkban két gyerekük született, Sándor és Ilona. Harmadik gyerekük, Edvin, már Togliattiban született, ahová azért költöztek, mert Vladimir a Volgai Autógyárban (Lada VAZ) kapott állást.
Már a hatvanas évektől kezdődően Vladimir, felesége és édesanyja többször is Magyarországra látogattak, ahol találkoztak a család többi tagjával, illetve később a Kanadába emigrált távolabbi rokonokkal.Tőlük kapott egy meghívást viszonzásul Torontóba. Látván az ottani életet, elintézte, hogy újra kiutazhasson édesanyjával, 1974-ben, de erről már nem tértek vissza, disszidáltak. 1975-ben a család többi tagja is követte őket, és azóta is ott élnek.
1984-ben újra a kezébe került gyerekkori naplója, valamint apja levelei, melyeket Kolimában írt. Ezeket barátai csempészték ki neki a Szovjetunióból, Alekszander Szolzsenyicin ajánlásával. Ez inspirálta arra, hogy saját tapasztalatai és a dokumentumok alapján önéletrajzi ihletésű műveket írjon. Első műve, az "Apám levelei a szibériai munkatáborokból" volt, melyet több másik követett, és amelyek Magyarországon is viszonylag ismertek lettek.

## Munkássága
- Apám levelei a szibériai munkatáborokból: Róth Ferenc 1935-1950 között írt leveleiből készített válogatás. Vladimir kizárólag ezen levelek alapján ismerhette az apját. Hű leírását adja a család nehézségeinek a sztálini tisztogatástól kezdve a náci terrorig. A levelek hangnemében tükröződik a hiú remény, hogy egyszer találkozhatnak, az apja hiábavaló panaszai, és nevelési módszerei levelein keresztül; továbbá felesége iránti szerelme és mély megbánása mindannak, ami ehhez a sajnálatos helyzethez vezetett.
- A sors ellenében I. - Szenvedésből vigasz: ezt a művet szülei emlékének ajánlotta. A történet a család származási helyéről, a magyarországi Garadnáról indul, majd végigköveti az író fiatalkorát, tanulmányait, elhelyezkedését mérnökként, végül emigrálását.
- A sors ellenében II. - A fölfedezés öröme: a mű a család emigrációja utáni történéseket követi, a beilleszkedés nehézségeit, a nyugati életet, a gyerekek és az unokák életét. Végül a találkozást a rokonokkal, a családfakutatást, és hogy a kilencvenes évek elején hogyan újították fel a garadnai zsidó temetőt, ahol a faluból Auschwitz-ba elhurcolt 32 ember emlékére állítottak emlékművet.
- Miszovaja állomás: a könyv Vladimir feleségének családjáról szól. Bemutatja a szibériai zsidók életét, nehézségeit, hagyományait. A címadó Miszovaja állomás a szibériai Babuskin település, ahol a nejének egy távoli rokona élt.

## Művei (magyarul)
- Apám levelei a szibériai munkatáborokból; ford. Király Zsuzsa; Széphalom Könyvműhely, Bp., 2007
- Father's letters from Siberian prison; angolra ford. Olga Gardner, Edwin Rott; Széphalom Könyvműhely, Bp., 2007
- A sors ellenében, 1-2.; ford. Király Zsuzsa; Széphalom Könyvműhely, Bp., 2008–2010
  - 1. Szenvedésből vigasz. Garadna, Miskolc, Bobrujszk, Tomszk, Togliatti, Toronto; 2008
  - 2. A fölfedezés öröme. Garadna, Miskolc, Bobrujszk, Tomszk, Togliatti, Toronto; 2010
- In defiance of fate, 1-2.; Széphalom Könyvműhely, Bp., 2009–2010
  - 1. Joy from sadness. Garadna, Miskolc, Bobruysk, Tomsk, Togliatti, Toronto; angolra ford. Cathy Young, Olga Gardner, Edwin Rott; 2009
  - 2. Joy of discoveries. Garadna, Miskolc, Bobruysk, Tomsk, Togliatti, Toronto; angolra ford. Cathy Young, Edwin Rott; 2010
- Naperekor szugybe; Széphalom Könyvműhely, Bp., 2010–2016
  - 1. Radosztyi otkritij. Garadna, Miskolc, Bobrujszk, Tomszk, Toljattyi, Toronto; Széphalom Könyvműhely, Bp., 2010
  - 2. Radosztyi vsztrecs; Széphalom Könyvműhely, Bp., 2016
- Miszovaja állomás; Széphalom Könyvműhely, Bp., 2012
- Joyous encounters; angolra ford. Cathy Young, Ola Birman, Edwin Rott; Széphalom Könyvműhely, Bp., 2016
- A találkozások öröme; ford. Király Zsuzsa, Józsa György Zoltán; Széphalom Könyvműhely, Bp., 2016
- Az élet megy tovább; ford. Józsa György Zoltán; Széphalom Könyvműhely, Bp., 2020

## Elismerések
- Dicsőség emlékérem, Szovjetunió (1971)
- Pro Cultura Hungarica Emlékplakett (2013)
- Garadna település díszpolgára (2022)

## Fordítás
- Ez a szócikk részben vagy egészben  a   Vladimir Rott című angol Wikipédia-szócikk ezen változatának fordításán alapul.  Az eredeti cikk szerkesztőit annak laptörténete sorolja fel. Ez a jelzés csupán a megfogalmazás eredetét és a szerzői jogokat jelzi, nem szolgál a cikkben szereplő információk forrásmegjelöléseként.